# Quintin Dailey
Quintin Dailey (Baltimora, 22 gennaio 1961 – Las Vegas, 8 novembre 2010) è stato un cestista statunitense, professionista nella NBA.

## Carriera
Venne selezionato dai Chicago Bulls al primo giro del Draft NBA 1982 (7ª scelta assoluta).

## Statistiche

### NBA

#### Regular Season
| Anno      | Squadra          | PG  | PT  | MP   | TC%  | 3P%  | TL%  | RP  | AP  | PRP | SP  | PP   |
| --------- | ---------------- | --- | --- | ---- | ---- | ---- | ---- | --- | --- | --- | --- | ---- |
| 1982-1983 | Chicago Bulls    | 76  | 32  | 27,4 | 46,6 | 20,0 | 73,0 | 3,4 | 3,7 | 0,9 | 0,1 | 15,1 |
| 1983-1984 | Chicago Bulls    | 82  | 42  | 29,9 | 47,4 | 12,5 | 81,1 | 2,9 | 3,1 | 1,3 | 0,1 | 18,2 |
| 1984-1985 | Chicago Bulls    | 79  | 0   | 26,6 | 47,3 | 23,3 | 81,7 | 2,6 | 2,4 | 0,9 | 0,1 | 16,0 |
| 1985-1986 | Chicago Bulls    | 35  | 0   | 20,7 | 43,2 | 0,0  | 82,3 | 1,9 | 1,9 | 0,6 | 0,1 | 16,3 |
| 1986-1987 | L.A. Clippers    | 49  | 5   | 18,9 | 40,7 | 10,0 | 67,8 | 1,7 | 1,6 | 0,9 | 0,2 | 10,6 |
| 1987-1988 | L.A. Clippers    | 67  | 7   | 19,1 | 43,4 | 16,7 | 77,6 | 2,3 | 1,6 | 1,0 | 0,1 | 13,4 |
| 1988-1989 | L.A. Clippers    | 69  | 51  | 25,0 | 46,5 | 11,1 | 75,9 | 3,0 | 2,2 | 1,3 | 0,1 | 16,1 |
| 1989-1990 | Seattle S.Sonics | 30  | 2   | 16,4 | 40,4 | 20,0 | 78,8 | 1,7 | 1,1 | 0,4 | 0,0 | 8,2  |
| 1990-1991 | Seattle S.Sonics | 30  | 0   | 10,0 | 47,1 | 0,0  | 61,3 | 1,1 | 0,5 | 0,2 | 0,0 | 6,1  |
| 1991-1992 | Seattle S.Sonics | 11  | 1   | 8,9  | 24,3 | 0,0  | 81,3 | 1,1 | 0,4 | 0,5 | 0,1 | 2,8  |
| Carriera  | Carriera         | 528 | 140 | 23,0 | 45,4 | 15,8 | 77,9 | 2,5 | 2,3 | 0,9 | 0,1 | 14,1 |

#### Playoffs
| Anno     | Squadra       | PG | PT | MP   | TC%  | 3P%  | TL%  | RP  | AP  | PRP | SP  | PP   |
| -------- | ------------- | -- | -- | ---- | ---- | ---- | ---- | --- | --- | --- | --- | ---- |
| 1985     | Chicago Bulls | 4  | 0  | 32,3 | 41,9 | 14,3 | 72,7 | 3,3 | 2,8 | 1,0 | 0,0 | 15,3 |
| Carriera | Carriera      | 4  | 0  | 32,3 | 41,9 | 14,3 | 72,7 | 3,3 | 2,8 | 1,0 | 0,0 | 15,3 |

## Palmarès
- McDonald's All American (1979)
- NCAA AP All-America First Team (1982)
- NBA All-Rookie First Team (1983)